# Márcio Miranda Freitas Rocha da Silva
Márcio Miranda Freitas Rocha da Silva (Campinas, 20 maart 1981), ook wel kortweg Marcinho genoemd, is een Braziliaans voetballer.

## Braziliaans voetbalelftal
Marcinho debuteerde in 2005 in het Braziliaans nationaal elftal en speelde 1 interland.